# Европско првенство у атлетици на отвореном 2016 — 1.500 метара за жене
Такмичење у трци на 1.500 метара у женској конкуренцији на Европском првенству у атлетици 2016. у Амстердаму одржано је 8. и 10. јула на Олимпијском стадиону.
Титулу освојену у Цириху 2014, није одбранила Сифан Хасан из Холандије.

## Земље учеснице
1. Белорусија (1)
2. Грчка (1)
3. Естонија (1)
4. Ирска (1)
5. Италија (1)
6. Немачка (1)
7. Норвешка (1)
8. Пољска (3)
9. Португалија (1)
10. Румунија (2)
11. Словачка (1)
12. Србија (1)
13. Уједињено Краљевство (2)
14. Украјина (1)
15. Холандија (1)
16. Шпанија (2)

## Рекорди
| Рекорди пре почетка Европског првенства 2016. | Рекорди пре почетка Европског првенства 2016. | Рекорди пре почетка Европског првенства 2016. | Рекорди пре почетка Европског првенства 2016. | Рекорди пре почетка Европског првенства 2016. | Рекорди пре почетка Европског првенства 2016. |
| --------------------------------------------- | --------------------------------------------- | --------------------------------------------- | --------------------------------------------- | --------------------------------------------- | --------------------------------------------- |
| Олимпијски рекорди                            | Паула Иван                                    | Румунија                                      | 3:53,96                                       | Сеул, Јужна Кореја                            | 1. октобар 1988.                              |
| Светски рекорд                                | Гензебе Дибабе                                | Етиопија                                      | 3:50,07                                       | Монако, Монако                                | 17. јул 2015.                                 |
| Европски рекорд                               | Татјана Казанкина                             | Совјетски Савез                               | 3:52,47                                       | Цирих, Швајцарска                             | 13. август 1980.                              |
| Рекорди Европских првенстава                  | Татјана Томашова                              | Русија                                        | 3:56,91                                       | Гетеборг, Шведска                             | 13. август 2006.                              |
| Светски резултат сезоне                       | Фејт Чепнгетич Кипјегон                       | Кенија                                        | 3:56,41                                       | Јуџин, Сједињене Државе                       | 28. мај 2016.                                 |
| Европски резултат сезоне                      | Лора Мјур                                     | Велика Британија                              | 4:00,531                                      | Осло, Норвешка                                | 9. јун 2016.                                  |

1 Пролазно време у трци на миљу.

### Најбољи европски резултати у 2016. години
Десет најбољих европских такмичарки на 1.500 метара 2016. године до почетка првенства (6. јула 2016), имале су следећи пласман на европској и светској ранг листи. (СРЛ)
| 1.  | Лора Мјур         | Велика Британија | 4:00,53 | 9. јун  |         |
| 2.  | Лаура Вајтмен     | Велика Британија | 4:03,04 | 28. мај | 9. СРЛ  |
| 3.  | Ангелика Ћихоцка  | Пољска           | 4:03,25 | 16. јун | 10. СРЛ |
| 4.  | Мераф Бахта       | Шведска          | 4:04,37 | 16. јун | 20. СРЛ |
| 5.  | Софија Енауи      | Пољска           | 4:05,10 | 14. мај | 24. СРЛ |
| 6.  | Морин Костер      | Холандија        | 4:05,48 | 22. мај | 31. СРЛ |
| 7.  | Амела Терзић      | Србија           | 4:05,53 | 3. јун  | 32. СРЛ |
| 8.  | Анастасија Калина | Русија           | 4:05,67 | 5. јун  | 36. СРЛ |
| 9.  | Марта Пен Фреитас | Португалија      | 4:06,54 | 5. јун  | 45. СРЛ |
| 10. | Данута Урбаник    | Пољска           | 4:06,58 | 5. јун  | 46. СРЛ |

Такмичари чија су имена подебљана учествовали су на ЕП 2016.

## Квалификациона норма
| 4:12,00 |

## Сатница
| Датум         | Време | Коло          |
| ------------- | ----- | ------------- |
| 8. јул 2016.  | 18:15 | Квалификације |
| 10. јул 2016. | 17:45 | Финале        |

## Освајачи медаља
|                         |                       |                    |
| Ангелика Ћихоцка Пољска | Сифан Хасан Холандија | Кјара Магеан Ирска |

## Резултати

### Квалификације
Такмичење је одржано 8. јула 2016. године. Такмичарке су биле подељене у 2 групе. У финале су пласирале прве 4 из сваке групе (КВ) и 4 на основу резултата (кв).,,
Почетак такмичења: група 1 у 18:15, група 2 у 18:25.
| Место | Група | Атлетичарка                    | Земља                | ЛР      | ЛРС     | Резултат | Белешка |
| ----- | ----- | ------------------------------ | -------------------- | ------- | ------- | -------- | ------- |
| 1.    | 2     | Амела Терзић                   | Србија               | 4:04,77 | 4:05,53 | 4:09,71  | КВ      |
| 2.    | 2     | Луција Хривнак Клоцова         | Словачка             | 4:02,99 | 4:07,96 | 4:10,90  | КВ      |
| 3.    | 2     | Софија Енауи                   | Пољска               | 4:04,26 | 4:05,10 | 4:10,99  | КВ      |
| 4.    | 2     | Сара Мекдоналдс                | Уједињено Краљевство | 4:07,18 | 4:07,18 | 4:11,14  | КВ      |
| 5.    | 2     | Соланхе Андреа Переира         | Шпанија              | 4:08,29 | 4:08,29 | 4:11,48  | кв      |
| 6.    | 2     | Ингвил Макестад Бовим          | Норвешка             | 4:02,20 | 4:09,09 | 4:11,14  | кв      |
| 7.    | 2     | Марен Кок                      | Немачка              | 4:07,56 | 4:09,33 | 4:11,54  | кв      |
| 8.    | 2     | Маргерита Мањани               | Италија              | 4:06,05 | 4:08,17 | 4:11,78  | кв      |
| 9.    | 2     | Флорина Пјердевара             | Румунија             | 4:07,95 |         | 4:12,37  | ЛРС     |
| 10.   | 1     | Сифан Хасан                    | Холандија            | 3:56,05 |         | 4:13,45  | КВ, ЛРС |
| 11.   | 1     | Ангелика Ћихоцка               | Пољска               | 4:03,06 | 4:03,06 | 4:13,47  | КВ      |
| 12.   | 1     | Кјара Магеан                   | Ирска                | 4:06,49 | 4:08,05 | 4:13,61  | КВ      |
| 13.   | 1     | Марта Пен                      | Португалија          | 4:06,54 | 4:06,54 | 4:13,75  | КВ      |
| 14.   | 1     | Дарја Барисевич                | Белорусија           | 4:08,95 | 4:08,95 | 4:14,06  |         |
| 15.   | 1     | Данута Урбаник                 | Пољска               | 4:06,58 | 4:06,58 | 4:14,86  |         |
| 16.   | 2     | Анастасија-Панајиота Маринакоу | Грчка                | 4:10,63 | 4:10,63 | 4:16,53  |         |
| 17.   | 1     | Марта Перез                    | Шпанија              | 4:10,43 | 4:10,43 | 4:17,24  |         |
| 18.   | 1     | Мелиса Кортни                  | Уједињено Краљевство | 4:07,55 | 4:07,55 | 4:18,74  |         |
| 19.   | 1     | Клаудија Бобочеа               | Румунија             | 4:08,64 | 4:08,64 | 4:18,98  |         |
| 20.   | 1     | Лина Тшернов                   | Естонија             | 4:11,44 | 4:11,44 | 4:29,47  |         |
| 21.   | 1     | Наталија Пришчепа              | Украјина             | 4:06,29 | 4:10,51 | НЗ       |         |

Подебљани лични рекорди су и национални рекорди земље коју такмичар представља

### Финале
Такмичење је одржано 10. јула 2016. године у 17:45.,
| Пласман | Атлетичарка            | Земља                | Резултат | Белешка |
| ------- | ---------------------- | -------------------- | -------- | ------- |
|         | Ангелика Ћихоцка       | Пољска               | 4:33,00  |         |
|         | Сифан Хасан            | Холандија            | 4:33,76  |         |
|         | Кјара Магеан           | Ирска                | 4:33,78  |         |
| 4.      | Ингвил Макестад Бовим  | Норвешка             | 4:34,15  |         |
| 5.      | Марта Пен              | Португалија          | 4:34,41  |         |
| 6.      | Марен Кок              | Немачка              | 4:34,54  |         |
| 7.      | Софија Енауи           | Пољска               | 4:34,84  |         |
| 8.      | Соланхе Андреа Переира | Шпанија              | 4:34,88  |         |
| 9.      | Сара Мекдоналдс        | Уједињено Краљевство | 4:34,93  |         |
| 10.     | Луција Хривнак Клоцова | Словачка             | 4:35,61  |         |
| 11.     | Маргерита Мањани       | Италија              | 4:36,51  |         |
| 12.     | Амела Терзић           | Србија               | 4:37,70  |         |